# دمنه العجية (مستباء)

تعديل مصدري - تعديل

دمنه العجية هي إحدى قرى عزلة شرق مستباء بمديرية مستباء التابعة لمحافظة حجة، بلغ تعداد سكانها 99 نسمة حسب تعداد اليمن لعام 2004.